# Jean Coponat
Joanny Marius Coponat dit Jean Coponat, né le 22 novembre 1893 à Charly  et mort le 30 septembre 1966 à Charly, est un homme politique français.
Il est député de l'Inde française à la Chambre des députés du 22 avril 1928 au 31 mai 1932.